# 文德煙管蝸牛
文德煙管蝸牛（学名：Hemiphaedusa wenderi）为煙管蝸牛科臺灣紡錘煙管蝸牛屬下的一个种，是台灣特有物種。
本物種的種小名及中文名稱來自為了陳文德：他和郭泰佑於2002年在台灣南部屏東縣關山採得，並由陳文德收藏、紀錄並描述。

## 型態描述
本種與其他台灣的紡錘煙管蝸牛屬各種比較之後發現：
- 本種因螺塔頂端較尖、上腔襞後端較前端長等特徵異於似謝氏煙管蝸牛；
- 另外本種因殼較小型、殼面縱生長紋較細緻。

因本種特徵與其他紡錘煙管蝸牛不盡相同，因而命名為新種。

## 棲息地
森林內之樹林與草叢底層。多棲息於植物根部土壤表層或岩石表面潮溼處。

## 扩展阅读
- 維基物種上的相關：文德煙管蝸牛